# Casalot de Coll d'Ases

El Casalot de Coll d'Ases, respecte del terme de Granera

El Casalot de Coll d'Ases fou una masia i hostal de camí ral del terme municipal de Granera, a la comarca catalana del Moianès. Pertanyia a la parròquia de Sant Julià d'Úixols.
Estava situat a 922 metres d'altitud, al nord del Coll d'Ases, ran del límit amb el terme de Sant Llorenç Savall, en el vessant nord-oest de la Carena de Coll d'Ases. Les seves ruïnes són al sud-est de Salvatges.
El seu accés és actualment llarg i difícil, tot i que antigament era a peu d'un dels camins principals que enllaçaven Granera amb el Vallès Oriental. És al sud-est de Salvatges, masia que cap prendre com a referència. El Casalot de Coll d'Ases dista quasi 800 metres en línia recta de Salvatges, però els camins que hi menen han de fer molts retombs per tal de superar el desnivell que separa les dues construccions.